# Blechnum gracile
Blechnum gracile är en kambräkenväxtart som beskrevs av Georg Friedrich Kaulfuss. Blechnum gracile ingår i släktet Blechnum och familjen Blechnaceae. Utöver nominatformen finns också underarten B. g. pilosum.